# Rey de Bitinia
El título  Rey de Bitinia fue un cargo ostentado por los gobernantes del reino de Bitinia en la antigüedad – ubicado en Anatolia.
Aunque formalmente solo diez personajes ostentaron dicho cargo, entre los años 328 a. C. y 75 a. C. –cuando el reino se incorporó a la República romana-, el primer gobernante independiente de Bitinia fue Bas, que ostentó el título Príncipe de Bitinia.

## Gobernantes de Bitinia
| Príncipes de Bitinia (376-297 a. C.)                |                       |                    |                                                 |                                                            |
| Bas (¿-326 a. C.)                                   | 376 a. C. - 326 a. C. | -                  | Príncipe de Bitinia                             | Cipetes I                                                  |
| Cipetes I (354-278 a. C.)                           | 326 a. C. - 297 a. C. | -                  | -                                               | Nicomedes II y Cipetes II                                  |
| Reyes de Bitinia (297-74 a. C.)                     |                       |                    |                                                 |                                                            |
| Cipetes I (354-278 a. C.)                           | 297 a. C. - 279 a. C. | -                  | -                                               | Nicomedes I y Cipetes II                                   |
| Nicomedes I (300-255 a. C.)                         | 279 a. C. - 255 a. C. | Ditizela y Etazeta | Enfrentado a Cipetes II (279-276 a. C.)         | Prusias , Cielas y Lisandra; otros de nombres desconocidos |
| Cipetes II (¿-276 a. C.)                            | 279 a. C. - 276 a. C. | -                  | enfrentado a Nicomedes I (279-255 a. C.)        | -                                                          |
| Etazeta (¿-254 a. C.)                               | 255 a. C. - 254 a. C. | Nicomedes I        | Enfrentado de Cielas de Bitinia (255-254 a. C.) | hijos de nombre desconocido                                |
| Cielas de Bitinia (265-228 a. C.)                   | 254 a. C. - 228 a. C. |                    | Enfrentado a Etazeta (255-254 a. C.)            | Prusias I                                                  |
| Prusias I Cholus (243-182 a. C.)                    | 228 a. C. - 182 a. C. | Apama III          |                                                 | Prusias II                                                 |
| Prusias II Kynegos (220-149 a. C.)                  | 182 a. C. - 149 a. C. | Apama IV           | Enfrentado a Nicomedes II (149 a. C.)           | Nicomedes II y Apama                                       |
| Nicomedes II Epífanes (¿-127 a. C.)                 | 149 a. C. - 127 a. C. | desconocida        |                                                 | Nicomedes III                                              |
| Nicomedes III Evergetes (¿-94 a. C.)                | 127 a. C. - 94 a. C.  | Aristonica y Nysia |                                                 | Nicomedes IV y Sócrates de Bitinia                         |
| Nicomedes IV Filopátor (¿-74 a. C.)                 | 94 a. C. - 90 a. C.   |                    | Enfrentado a Sócrates                           | -                                                          |
| Sócrates (¿-84 a. C.)                               | 90 a. C. - 84 a. C.   |                    | Enfrentado a Nicomedes IV                       | -                                                          |
| Nicomedes IV Filopátor (¿-74 a. C.)                 | 84 a. C. - 74 a. C.   |                    | Restaurado                                      | -                                                          |
| Bitinia se convierte en provincia romana (74 a. C.) |                       |                    |                                                 |                                                            |

- Datos: Q574824